# Thomas Rice (Politiker)
Thomas Rice (* 30. März 1768 in Wiscasset, Lincoln County, Province of Massachusetts Bay; † 25. August 1854 in Winslow, Maine) war ein US-amerikanischer Politiker. Zwischen 1815 und 1819 vertrat er den Bundesstaat Massachusetts im US-Repräsentantenhaus.

## Werdegang
Der im heutigen Maine geborene Thomas Rice studierte bis 1791 an der Harvard University. Nach einem anschließenden Jurastudium und seiner 1794 erfolgten Zulassung als Rechtsanwalt begann er ab 1795 in Winslow im damaligen Maine-Bezirk des Staates Massachusetts in diesem Beruf zu arbeiten. Im Jahr 1807 gehörte er einer vom Massachusetts Supreme Judicial Court eingesetzten Kommission zur Überprüfung der im Kennebec County zugelassenen Rechtsanwälte an. Politisch war er Mitglied der Föderalistischen Partei. Im Jahr 1814 wurde er Abgeordneter im Repräsentantenhaus von Massachusetts.
Bei den Kongresswahlen des Jahres 1814 wurde Rice im 18. Wahlbezirk von Massachusetts in das US-Repräsentantenhaus in Washington, D.C. gewählt, wo er am 4. März 1815 die Nachfolge von John Wilson antrat. Nach einer Wiederwahl konnte er bis zum 3. März 1819 zwei Legislaturperioden im Kongress absolvieren. Im Jahr 1818 wurde er nicht bestätigt. Nach dem Ende seiner Zeit im US-Repräsentantenhaus praktizierte Rice wieder als Anwalt. Er starb am 25. August 1854 in Winslow.